# احمد نارویی
احمد ناروئی (اسفند ۱۳۴۲ – ۲۶ اسفند ۱۳۹۲) خطیب و معاون امور اداری دارالعلوم زاهدان بود. وی فعال صلح و آشتی در استان سیستان و بلوچستان نیز بوده‌است.

## زندگی
احمد نارویی، فرزند عبدالکریم، در سال ۱۳۴۲ در زاهدان به دنیا آمد. تحصیلات ابتدایی را در مسجد عزیزی (مسجد جامع قدیم زاهدان) و دارالعلوم زاهدان گذراند و در حدود سال ۱۳۵۰ برای ادامه تحصیلات دینی به دارالعلوم زاهدان رفت. او نزد اساتیدی چون مولوی عبدالعزیز، مفتی خدانظر، مولوی عبدالحمید، مولوی نذیراحمد سلامی و سایر اساتید آن زمان دارالعلوم به فراگیری علوم پرداخت.
سپس با تشویق و ترغیب اطرافیان، برای ادامه تحصیلات دینی به مدارس اسلامی پاکستان، از جمله بدرالعلوم حمادیه رحیم‌یارخان و دارالعلوم فیصل‌آباد رفت و سپس از جامعه فاروقیه کراچی فارغ‌التحصیل شد. او در خارج از ایران نزد استادانی هم‌چون عبدالغنی جاجروی، مفتی نذیراحمد (مدیر دارالعلوم فیصل‌آباد)، نظام‌الدین شامزی، مولوی عنایت‌الله و سلیم‌الله خان درس خواند.
پس از بازگشت به ایران، از ۱۳۶۲ تا ۱۳۶۶ در مدرسه دینی قاسم‌العلوم زاهدان تدریس کرد. در سال ۱۳۶۷ به پیشنهاد مولوی عبدالحمید، مدیر دارالعلوم زاهدان، به این مرکز رفت و تا زمان درگذشتش در آن‌جا به تدریس پرداخت.
احمد نارویی داماد مولوی عبدالحمید و امام جمعه موقت مسجد جامع مکی و معاون امور اداری دارالعلوم زاهدان بود.
برخی از مسئولیت‌های نارویی بدین عبارت بودند:
- استاد حدیث و فقه دارالعلوم زاهدان. تدریس «سنن ابوداود».
- معاونت امور اداری دارالعلوم زاهدان.
- رئیس هیئت مدیره صندوق قرض الحسنه عزیزیه.
- مسئول دارالتحکیم دارالعلوم زاهدان.
- عضو مجمع فقه اسلامی اهل سنت ایران.
- سرپرست درمانگاه شبانه‌روزی خدیجةالکبری (زیرنظر دارالعلوم زاهدان).
- عضو هیئت مدیره مؤسسه خیریه محسنین (وابسته به دارالعلوم زاهدان).
- مدیرمسئول سابق پایگاه اطلاع‌رسانی سنی‌آنلاین.[۲][۵]

نارویی مدتی از سوی دادگاه ویژه روحانیت در بازداشتگاه ویژه روحانیت مشهد زندانی بوده‌است. او نزدیک به ۶ ماه در سال ۱۳۸۷ بازداشت شده و در سال ۱۳۷۲ نیز به مدت ۵ ماه در زندان وکیل‌آباد مشهد بازداشت بوده‌است.
احمد نارویی در ۲۶ اسفند ماه ۱۳۹۲ طی سانحه رانندگی در منطقه حصاروئیه در ۵۰ کیلومتری زاهدان به علت شدت جراحات وارده درگذشت و جنازه‌اش در قبرستان بهشت محمد زاهدان دفن شد. جیش‌العدل و برخی دیگر این سانحه را ترور و کار جمهوری اسلامی و بخشی از قتل‌های زنجیره‌ای ایران خوانده‌است.